# Keli Neemia
Keli Neemia (ur. prawdopodobnie 1941 roku) – polityk Tokelau, terytorium zależnego Nowej Zelandii, drugi szef jego rządu w latach 1994–1995.
Od stycznia 1993 do stycznia 1996 był wodzem (Faipule) klanu na atolu Fakaofo. W 2002 roku pełnił funkcję Pulenuku (burmistrza) Fakaofo.